# Niegosław (województwo lubuskie)
Niegosław (niem. Neu Anspach) – wieś w Polsce położona w województwie lubuskim, w powiecie strzelecko-drezdeneckim, w gminie Drezdenko przy skrzyżowaniu dróg wojewódzkich nr 176 i 181.

## Historia
Wieś założona w 1762 przez 93 kolonistów kalwińskich z rejonu miasta Ansbach (Frankonia), stąd niemiecka nazwa osady. Osadnicy przede wszystkim osuszali dolinę Noteci i budowali kanały melioracyjne. 
W latach 1945-54 siedziba gminy Niegosław. W latach 1954–1972 wieś należała i była siedzibą władz gromady Niegosław. W latach 1975–1998 miejscowość administracyjnie należała do województwa gorzowskiego.

## Zabytki i osobliwości
Stoi tu kościół Świętego Jana Kantego, modernistyczny, na miejscu starszej świątyni, która spłonęła w 1971. Zabudowa jest rozciągnięta wzdłuż drogi wojewódzkiej nr 181 na przestrzeni około trzech kilometrów. Zachowanych jest wiele starych domów murowanych i szachulcowych zabudowań gospodarskich.